# Багдонас, Гядиминас
Гядиминас Багдонас (лит. Gediminas Bagdonas; род. 26 декабря 1985, Шяуляй, Литовская ССР) — литовский профессиональный шоссейный велогонщик, выступающий c 2013 года за команду «AG2R Citroën». Пятикратный Чемпион Литвы в шоссейных велогонках.

## Достижения
2003
3-й — Чемпионат Европы на треке (юниоры)
2004
3-й — Чемпионат Литвы в индивидуальной гонке
2005
3-й на Olympia's Tour - ГК
2006
2-й — Чемпионат Литвы в индивидуальной гонке
2007
1-й  — Чемпион Литвы в индивидуальной гонке
1-й  Triptyque des Barrages — ГК
1-й на этапе 2
7-й на Beverbeek Classic
7-й на Schaal Sels
2009
1-й на Memorial Van Coningsloo
2-й — Чемпионат Литвы в групповой гонке
2009
4-й на Tartu GP
2011
Чемпионат Литвы по шоссейному велоспорту
1-й  — Чемпион Литвы в индивидуальной гонке
2-й —  в групповой гонке
1-й  на An Post Rás — ГК
1-й на этапах 2, 4
1-й  на Ronde de l'Oise — ГК
1-й на этапе 2
1-й на этапе 7 Тура Британии
2012
Чемпионат Литвы по шоссейному велоспорту
1-й  — Чемпион Литвы в индивидуальной гонке
3-й  в индивидуальной гонке
1-й  на Baltic Chain Tour — ГК
1-й на этапах 2, 4, 5
1-й на Ronde van Noord-Holland
1-й на Memorial Van Coningsloo
2-й - Тур Кёльна
3-й на Omloop der Kempen
5-й на Zellik–Galmaarden
7-й на Handzame Classic
8-й на Три дня Западной Фландрии — ГК
9-й на An Post Rás — ГК
1-й  - ОК
1-й на этапах 3, 8
2013
2-й — Чемпионат Литвы в индивидуальной гонке
2014
1-й  на Четыре дня Дюнкерка — ОК
3-й — Чемпионат Литвы в индивидуальной гонке
8-й на Cholet-Pays de Loire
2015
2-й — Чемпионат Литвы в индивидуальной гонке
6-й на Париж — Бурж
10-й на Grand Prix de la Somme
2016
6-й — Grand Prix de la Somme
2017
Чемпионат Литвы
2-й —  в индивидуальной гонке
2-й —  в групповой гонке
8-й на Тур Пуату — Шаранты — ГК
2018
Чемпионат Литвы
1-й  —  в индивидуальной гонке
1-й  —  в групповой гонке
5-й - Ле-Самен
5-й - Boucles de la Mayenne
| ГК | Генеральная классификация |
| ОК | Очковая классификация     |

### Гранд-туры
| Гонка           | 2015 | 2016 |
| --------------- | ---- | ---- |
| Джиро д'Италия  | —    | —    |
| Тур де Франс    | —    | —    |
| Вуэльта Испании | 154  | 134  |

| —  | Не участвовал  |
| НФ | Не финишировал |